# بياتان (مقاطعة دورود)
بياتان (بالفارسية: بیاتان) هي قرية تقع في قسم تشالانتشولان الريفي (مقاطعة دورود) في إيران. يقدر عدد سكانها بـ 538 نسمة بحسب إحصاء 2016.